# Paris y Elena
Paris y Elena (título original en italiano, Paride ed Elena) es un dramma per musica con música de Gluck, la tercera de sus óperas de reforma italianas, posterior a Orfeo ed Euridice y Alceste. Como sus predecesoras, el libreto fue escrito por Ranieri de' Calzabigi. Se representó por primera vez en el Burgtheater de Viena el 3 de noviembre de 1770.
En las estadísticas de Operabase aparece con sólo 4 representaciones en el período 2005-2010.

## Personajes
| Personaje                                                    | Tesitura                     | Estreno: 3 de noviembre de 1770, Burgtheater de Viena |
| ------------------------------------------------------------ | ---------------------------- | ----------------------------------------------------- |
| Paride (Paris), hijo del Rey Príamo de Troya                 | soprano castrato             | Giuseppe Millico                                      |
| Elena (Helena), Reina de Esparta                             | soprano                      | Katherina Schindler                                   |
| Amore (Cupido), con el nombre de Erasto, confidente de Elena | soprano (papel con calzones) | Teresa Kurz                                           |
| Palas Atenea, la diosa                                       | soprano                      | Gabriella Tagliaferri                                 |
| Un troyano                                                   | soprano                      |                                                       |

## Sinopsis
El héroe Paris está en Esparta, habiendo elegido a Venus antes que a Juno y Minerva, haciendo sacrificios a Venus y buscando, con la ayuda de Erasto, el amor de Helena. Paris y Helena se encuentran en el palacio real de ella y quedan impresionados cada uno por la belleza del otro. Ella lo requiere para que juzgue una competición atlética, y cuando le piden que cante, lo hace alabando su belleza, admitiendo que el propósito de su visita era conquistar su amor. Ella lo despide. En su desesperación, Paris comienza a rogarle, y ella comienza a ceder. Con el tiempo, a través de la intervención de Erasto, quien ahora revela que es Cupido, ella se entrega, pero Palas Atenea (Minerva) ahora les advierte del dolor que vendrá. En la última escena Paris y Elena se preparan para embarcar hacia Troya.

## Análisis musical[2]
Paride ed Elena (Paris y Elena) es la tercera de las óperas de Gluck llamadas "de reforma" realizadas para Viena, después de Orfeo ed Euridice (Orfeo y Eurídice) y Alceste (Alcestis), y la menos representada de las tres. Entre las arias de esta ópera que han ganado independencia como piezas de concierto están la declaración de amor de Paris, en tono menor, O del mio dolce ardor (Oh, de mi dulce amor), en el primer acto. Su segunda aria es Spiagge amate (Amadas costas). En el segundo acto, de nuevo en clave menor, Paris teme que perderá a Elena en Le belle immagini (El bello semblante) y en el cuarto preferiría la muerte antes que vivir sin Elena, Di te scordarmi, e vivere (Olvidarte y vivir). El papel de Paris ofrece la dificultad de encontrar un cantante apropiado, pues se escribió para una voz de castrato bastante alta. Las arias de Paris se han adaptado para voz de tenor, con transposiciones a una octava inferior, o apropiadamente para sopranos y mezzosopranos.

## Grabaciones
- Magdalena Kožená (Paride), Susan Gritton (Elena), Carolyn Sampson (Amore), Gillian Webster (Palas/Un troyano); Gabrieli Consort & Players, Paul McCreesh[3] (Deutsche Grammophon Archiv, 2005).